# (70) Panopea
(70) Panopea es un asteroide perteneciente al cinturón de asteroides descubierto el 5 de mayo de 1861 por Hermann Mayer Salomon Goldschmidt desde París, Francia. Está nombrado por Panopea, un personaje de la mitología griega.

## Características orbitales
Panopea está situado a una distancia media de 2,615 ua del Sol, pudiendo alejarse hasta 3,091 ua y acercarse hasta 2,139 ua. Tiene una excentricidad de 0,1822 y una inclinación orbital de 11,59°. Emplea 1544 días en completar una órbita alrededor del Sol.